# Brazen Abbot
Brazen Abbot ist eine Hard-Rock-Band aus Mariehamn, Finnland.

## Geschichte
1994 wurde die Band ursprünglich als reines Studioprojekt vom bulgarischen Bandleader, Gitarrist und Komponist Nikolo Kotzev (früher Baltimore) gegründet, hat in der Zwischenzeit jedoch etliche Live-Auftritte durchgeführt.
Für das erste Album war eigentlich nur ein Sänger, Göran Edman (ex-Yngwie Malmsteen, Glory), vorgesehen. Wegen terminlicher Probleme stand Göran jedoch nur für zwei der Titel auf dem Album zur Verfügung. Deshalb wurde Glenn Hughes (ex-Deep Purple, ex-Trapeze) verpflichtet, welcher jedoch ebenso nur Zeit für drei der Songs hatte. Deshalb wurde als dritter Sänger auf dem Erstlingswerk Tomas Vikström (ex-Candlemass) verpflichtet, welcher die restlichen Songs des Live-and-Learn-Albums einspielte.
Die Konstellation mit drei oder mehr Sängern stellte sich als sehr erfolgreich heraus und wurde deshalb zum Markenzeichen von Brazen Abbot. Auf den meisten Alben singen Göran Edman und Joe Lynn Turner (ex-Rainbow, ex-Deep Purple) zusammen mit wechselnden anderen Sängern. Bei Live-Auftritten ist jedoch meist nur Joe Lynn Turner als einziger Sänger dabei.
Mic Michaeli, John Levén und Ian Haugland, alle Mitglieder der berühmten Band Europe, spielten bei Brazen Abbot, bevor sich Europe 2004 wieder vereinigte.

## Diskografie
- 1995: Live and Learn
- 1996: Eye of the Storm
- 1997: Bad Religion
- 2003: Guilty as Sin
- 2004: A Decade of Brazen Abbot (Live-Album)
- 2005: My Resurrection